# Henry Primakoff
Henry Primakoff (* 12. Februar 1914 in Odessa; † 25. Juli 1983 in Philadelphia) war ein theoretischer Physiker, der für den von ihm entdeckten Primakoff-Effekt bekannt ist.
Primakoff studierte an der Columbia University (Bachelor 1935) und wurde 1938 an der New York University promoviert. Ab 1938 war er Instructor für Physik am Polytechnic Institute of Brooklyn und ab 1940 am Queens College in New York. Im Zweiten Weltkrieg arbeitete er in der Militärforschung an der Columbia University. 1945 wurde er Assistant Professor an der New York University und 1946 an der Washington University in St. Louis. Ab 1960 war er Professor für Physik an der University of Pennsylvania.
Primakoff trug zum Verständnis von schwacher Wechselwirkung, dem doppelten Betazerfall, Spinwellen im Ferromagnetismus und der Interaktion zwischen Neutrinos und Atomkernen bei.
Nach ihm und Theodore Holstein sind die Holstein-Primakoff-Bosonen bzw. die Holstein-Primakoff-Transformation in der Theorie der Spinwellen benannt.
Primakoff war 45 Jahre lang mit der 2009 verstorbenen Biochemikerin und Biophysikerin Mildred Cohn verheiratet, einer Pionierin auf dem Gebiet der Kernspinresonanzspektroskopie.
1949 wurde er Fellow der American Physical Society. 1968 wurde er Mitglied der National Academy of Sciences, 1976 Mitglied der American Academy of Arts and Sciences.